# Saint-Rémy-l'Honoré
Saint-Rémy-l'Honoré là một xã thuộc tỉnh Yvelines trong vùng Île-de-France miền bắc nước Pháp.